# Dibothrosuchus
Dibothrosuchus – rodzaj wymarłego gada z podrzędu Sphenosuchia – bazalnego kladu dla nadrzędu krolodylomorfów. Występował na terenie formacji Junnan w Chinach we wczesnej jurze. W przeciwieństwie do dzisiejszych krokodyli prowadził lądowy tryb życia. Dibothrosuchus mierzył ok. 1,3 m długości, jego czaszka mierzyła zaś 164 mm. Posiadał smukłą sylwetkę, długi ogon, szpiczasty pysk, miał dobrze rozwinięty zmysł słuchu. Jako pierwszy rodzaj Dibothrosuchus opisał w 1965 r. D. J. Simmons.